# Lobizon (arácnido)
Lobizon es un género de arañas araneomorfas de la familia Lycosidae. Se encuentra en Argentina.

## Lista de especies
Según The World Spider Catalog 12.5:
- Lobizon corondaensis (Mello-Leitão, 1941)
- Lobizon humilis (Mello-Leitão, 1944)
- Lobizon minor (Mello-Leitão, 1941)
- Lobizon ojangureni Piacentini & Grismado, 2009
- Lobizon otamendi Piacentini & Grismado, 2009